# Дзандеджакомо, Джанпаоло
Джанпа́оло Дзандеджа́комо (итал. Gianpaolo Zandegiacomo, Gian Paolo Zandegiacomo; род. 19 февраля 1968, Ауронцо-ди-Кадоре, Венеция) — итальянский кёрлингист.
В составе мужской сборной Италии участник зимних Олимпийских игр 2006 года (заняли седьмое место); участник чемпионата мира 1996 (заняли восьмое место), восьми чемпионатов Европы (лучший результат — четвёртое место в 1995 году). Трёхкратный чемпион Италии среди мужчин. В составе юниорской мужской сборной Италии участник чемпионата мира 1989 (заняли восьмое место).
В «классическом» кёрлинге (команда из четырёх человек одного пола) играл в основном на позициях второго и третьего.

## Достижения
- Чемпионат Италии по кёрлингу среди мужчин: золото (3 раза), серебро (7 раз), бронза (2 раза).

## Команды
| Сезон   | Четвёртый               | Третий                  | Второй                  | Первый               | Запасной                                                            | Турниры            |
| ------- | ----------------------- | ----------------------- | ----------------------- | -------------------- | ------------------------------------------------------------------- | ------------------ |
| 1988—89 | Стефано Ферронато       | Gianluca Lorenzi        | Джанпаоло Дзандеджакомо | Marco Alberti        |                                                                     | ЧМЮ 1989 (8 место) |
| 1993—94 | Джанпаоло Дзандеджакомо | Вальтер Бомбассеи       | Давиде Дзандеджакомо    | Диего Бомбассеи      |                                                                     | ЧЕ 1993 (14 место) |
| 1994—95 | Клаудио Пеша            | Джанпаоло Дзандеджакомо | Вальтер Бомбассеи       | Давиде Дзандеджакомо | Диего Бомбассеи тренер: Лино Мариани Майер                          | ЧЕ 1994 (11 место) |
| 1995—96 | Клаудио Пеша            | Джанпаоло Дзандеджакомо | Вальтер Бомбассеи       | Давиде Дзандеджакомо | Диего Бомбассеи                                                     | ЧЕ 1995 (4 место)  |
| 1995—96 | Клаудио Пеша            | Джанпаоло Дзандеджакомо | Вальтер Бомбассеи       | Диего Бомбассеи      | Давиде Дзандеджакомо                                                | ЧМ 1996 (8 место)  |
| 1998—99 | Клаудио Пеша            | Джанпаоло Дзандеджакомо | Вальтер Бомбассеи       | Марко Мариани        | Диего Бомбассеи тренер: Отто Даниели                                | ЧЕ 1998 (15 место) |
| 2002—03 | Джанпаоло Дзандеджакомо | Вальтер Бомбассеи       | Давиде Дзандеджакомо    | Диего Бомбассеи      | Антонио Менарди тренер: Родгер Густаф Шмидт                         | ЧЕ 2002 (11 место) |
| 2005—06 | Жоэль Реторна           | Фабио Альвера           | Марко Мариани           | Алессандро Дзиза     | Джанпаоло Дзандеджакомо тренеры: Родгер Густаф Шмидт, Жан-Пьер Рюче | ЧЕ 2005 (9 место)  |
| 2005—06 | Жоэль Реторна           | Фабио Альвера           | Джанпаоло Дзандеджакомо | Антонио Менарди      | Марко Мариани тренер: Жан-Пьер Рюче                                 | ЗОИ 2006 (7 место) |
| 2007—08 | Жоэль Реторна           | Сильвио Дзанотелли      | Джанпаоло Дзандеджакомо | Давиде Дзанотелли    |                                                                     |                    |
| 2008—09 | Стефано Ферронато       | Алессандро Дзиза        | Джанпаоло Дзандеджакомо | Марко Мариани        | Джорджо Да Рин тренер: Фабио Альвера                                | ЧЕ 2008 (12 место) |
| 2009—10 | Стефано Ферронато       | Джанпаоло Дзандеджакомо | Марко Мариани           | Алессандро Дзиза     | Джорджо Да Рин тренер: Жан-Пьер Рюче                                | ЧЕ 2009 (10 место) |

(скипы выделены полужирным шрифтом)

## Частная жизнь
Его младший брат Давиде Дзандеджакомо — также кёрлингист, они несколько лет в одной команде играли на национальных чемпионатах, чемпионатах Европы и мира.